# Silia Kapsis
Silia Kapsis (Sydney, 2006. december 5. – ) ausztrál énekesnő görög és ciprusi felmenőkkel. Ő képviselte Ciprust a 2024-es Eurovíziós Dalfesztiválon, Malmőben.

## Pályafutása
Kapsis az Ausztrál Ifjúsági Előadóművészeti Társaság énekese volt. 2022-ben debütált első dala, a Who Am I?, amelyet még 12 éves korában írt meg. Ezt követte 2023 márciusában a No Boys Allowed, majd májusban a Disco Dancer.
2023. szeptember 25-én a Ciprusi Műsorszolgáltató Társaság bejelentette, hogy őt választották ki, hogy képviselje Ciprust a következő Eurovíziós Dalfesztiválon. Versenydala, a Liar 2024. február 29-én jelent meg. A dalfesztivál május 7-én rendezett első elődöntőjéből hatodik helyezettként jutott tovább a döntőbe, ahol a tizenötödik helyen végzett.

## Diszkográfia

### Kislemezek
- Who Am I? (2022)
- No Boys Allowed (2023)
- Disco Dancer (2023)
- Night Out (2023)
- Liar (2024)
- Red Flag (2024)